# Staatsmeisterschaft von Ceará
Die Staatsmeisterschaft von Ceará ist die Fußballmeisterschaft des Bundesstaates Ceará (portugiesisch: Campeonato Cearense de Futebol) in Brasilien. Sie wird seit 1915 ununterbrochen ausgetragen.
Die Meisterschaft wurde von 1915 an zunächst auf Amateurniveau von der Liga Metropolitana Cearense de Futebol betrieben, die 1920 durch die Associação dos Desportos do Ceará (ADC) ersetzt wurde. Mit der Gründung des Landesverbandes der Federação Cearense de Futebol (FCF) im Jahr 1941 hat in Ceará die Professionalisierung des Fußballsports Einzug gehalten.
Dominierend sind traditionell die Vereine aus der Landeshauptstadt Fortaleza, von denen der Ceará SC Rekordmeister mit 47 Titeln ist, gefolgt vom Fortaleza EC mit 46 Titeln.

## Meisterschaft der Männer

### Sieger
| Rekordmeister: Ceará SC | 0 |          | |
| Rekordmeister: Ceará SC | 0 | 47 Titel | Ceará SC |
| Rekordmeister: Ceará SC | 0 | 46 Titel | Fortaleza EC |
| Rekordmeister: Ceará SC | 0 | 09 Titel | Ferroviário AC (Fortaleza) |
| Rekordmeister: Ceará SC | 0 | 04 Titel | SC Maguari (Fortaleza) |
| Rekordmeister: Ceará SC | 0 | 02 Titel | América FC (Fortaleza) |
| Rekordmeister: Ceará SC | 0 | 01 Titel | Orion FC (Fortaleza) Tramways SC (Fortaleza) Calouros do Ar FC (Fortaleza) Gentilândia AC (Fortaleza) AE Tiradentes (Fortaleza) Icasa EC (Juazeiro do Norte) |

### Meisterschaftshistorie
| Meister 2025: Ceará SC | 0 | - 2025 Ceará SC - 2024 Ceará SC - 2023 Fortaleza EC - 2022 Fortaleza EC - 2021 Fortaleza EC - 2020 Fortaleza EC - 2019 Fortaleza EC - 2018 Ceará SC - 2017 Ceará SC - 2016 Fortaleza EC - 2015 Fortaleza EC - 2014 Ceará SC - 2013 Ceará SC - 2012 Ceará SC - 2011 Ceará SC - 2010 Fortaleza EC - 2009 Fortaleza EC - 2008 Fortaleza EC - 2007 Fortaleza EC - 2006 Ceará SC - 2005 Fortaleza EC - 2004 Fortaleza EC - 2003 Fortaleza EC - 2002 Ceará SC - 2001 Fortaleza EC - 2000 Fortaleza EC - 1999 Ceará SC - 1998 Ceará SC - 1997 Ceará SC - 1996 Ceará SC - 1995 Ferroviário AC - 1994 Ferroviário AC - 1993 Ceará SC - 1992 AE Tiradentes & Ceará SC & Fortaleza EC & Icasa EC - 1991 Fortaleza EC - 1990 Ceará SC - 1989 Ceará SC - 1988 Ferroviário AC - 1987 Fortaleza EC - 1986 Ceará SC - 1985 Fortaleza EC - 1984 Ceará SC - 1983 Fortaleza EC - 1982 Fortaleza EC - 1981 Ceará SC - 1980 Ceará SC - 1979 Ferroviário AC - 1978 Ceará SC - 1977 Ceará SC - 1976 Ceará SC - 1975 Ceará SC - 1974 Fortaleza EC - 1973 Fortaleza EC - 1972 Ceará SC - 1971 Ceará SC - 1970 Ferroviário AC - 1969 Fortaleza EC - 1968 Ferroviário AC - 1967 Fortaleza EC - 1966 América FC - 1965 Fortaleza EC - 1964 Fortaleza EC - 1963 Ceará SC - 1962 Ceará SC - 1961 Ceará SC - 1960 Fortaleza EC - 1959 Fortaleza EC - 1958 Ceará SC - 1957 Ceará SC - 1956 Gentilândia AC - 1955 Calouros do Ar FC - 1954 Fortaleza EC - 1953 Fortaleza EC - 1952 Ferroviário AC - 1951 Ceará SC - 1950 Ferroviário AC - 1949 Fortaleza EC - 1948 Ceará SC - 1947 Fortaleza EC - 1946 Fortaleza EC - 1945 Ferroviário AC - 1944 SC Maguari - 1943 SC Maguari - 1942 Ceará SC - 1941 Ceará SC - 1940 Tramways SC - 1939 Ceará SC - 1938 Fortaleza EC - 1937 Fortaleza EC - 1936 SC Maguari - 1935 América FC - 1934 Fortaleza EC - 1933 Fortaleza EC - 1932 Ceará SC - 1931 Ceará SC - 1930 Orion FC - 1929 SC Maguari - 1928 Fortaleza EC - 1927 Fortaleza EC - 1926 Fortaleza EC - 1925 Ceará SC - 1924 Fortaleza EC - 1923 Fortaleza EC - 1922 Ceará SC - 1921 Fortaleza EC - 1920 Fortaleza EC - 1919 Ceará SC - 1918 Ceará SC - 1917 Ceará SC - 1916 Ceará SC - 1915 Ceará SC |

1. ↑  Die Meisterschaft 1992 ist in drei Phasen ausgespielt wurden. Ursprünglich sollten darauf die jeweiligen drei Gewinner (Ceará SC, Fortaleza EC, AE Tiradentes) gemeinsam mit dem Besten des Gesamtklassements (Icasa EC) in einer K.O.-Runde die Meisterschaft entscheiden. Nachdem diese aufgrund von verzögernden Streitereien zwischen den Vereinen termingemäß nicht mehr ausgetragen werden konnte, hat die FCF am grünen Tisch auf eine Titelteilung zwischen den vier Klubs entschieden.

## Weblink
- FCF - offizielle Webseite